# Ademir Santos
Ademir Santos (Bahia, 28 marzo 1968) è un ex calciatore giapponese, di ruolo centrocampista.
Vanta 23 incontri e 3 reti nella massima divisione nipponica.